# Robert Nickle (Künstler)
Robert Wienert Nickle (* 22. Mai 1919 in Saginaw, Vereinigte Staaten; † 12. November 1980 ebenda) war ein US-amerikanischer Künstler des 20. Jahrhunderts, der vor allem für seine Collagenarbeit Straßenschrott bekannt war.
Nickle schloss 1943 sein Studium an der University of Michigan ab, wo er danach am A. Alfred Taubman College of Architecture & Urban Planning Architektur und Design studierte. Danach arbeitete und lehrte er hauptsächlich in Chicago, Illinois, wo er unter László Moholy-Nagy am New Bauhaus und dann an der Universität von Illinois in Chicago (UIC) tätig war.

## Werke
Devonna Pieszak, New Art Examiner, schrieb im Februar 1980:
„Robert Nickles Collagen evozieren den Lauf der Zeit und die Zweideutigkeit der Gegenwart; sie lassen keine zukünftige Auflösung zu. Indem sie mit Papier verschmutztes, zerknittertes, gebrochenes, gefaltetes, markiertes, gedrucktes, beflecktes und verrottetes Papier, Umschläge, Pappen, Folien usw. verschließen. - In einer poetischen Zeitkapsel zeigt uns Nickle, wo wir waren, sind und wie die Zukunft aussehen wird: Diese emotionalen, romantischen und ökologischen Schichten gehören genauso zu Nickles makellosen Collagen wie die verschiedenen Papierschichten, die er verwendet und sie erklären zum Teil die Anziehungskraft seiner Arbeit. Als Metaphern sind sie Zeugnisse der Sterblichkeit der Materie.“ 
Robert Nickles Arbeiten befinden sich in den ständigen Sammlungen des Art Institute of Chicago, der David und Alfred Smart Gallery, des Whitney Museum of American Art, der Albright-Knox Art Gallery, des Indianapolis Museum, des Smithsonian Museum, des Carnegie Institute Museum und der National Gallery of Art in Chicago und Washington, D.C.